# ヘラート州
ヘラート州（ヘラートしゅう、Herāt、ダリー語表記でهرات）は、アフガニスタンの西部にある州である。バードギース州，ファラー州，ゴール州とともに，アフガニスタン西部地域と総称される。州内にはハリ川 (Hari Rud) がイラン国境へ、さらにトルクメニスタンへと流れている。面積54,778km2、人口1,578,200人。州都はヘラートである。

## 概要
ソ連撤退後から、長くイスマーイール・ハーンの実質的な支配下にあったが，2004年9月，イスマーイール・ハーンはハーミド・カルザイ政権の鉱工業省大臣に異動した (2007年現在は水資源・エネルギー省大臣)。2021年現在の知事は，ヌール・ムハンマド・イスラムジャー（Noor Muhammad Islamjar）。
住民は、アフガニスタン人の他に、モンゴル系のモゴール人がいる。
気象条件は過酷で、2008年1月には大寒波により137人が死亡。家畜も約1万頭が死亡したこともあった。

## 歴史

### 第四回大統領選挙後
2021年7月上旬、ターリバーンはイラン国境のイスラム・カラを占領した。7月29日、ターリバーンはヘラート市の南方を流れるハリー川にかかるマラン橋（Pul-e-Malan）やハリー川を挟んでヘラート市の南にあるグザラ郡のSeyawashan村、ヘラート市の東北に位置するKarokh郡を一斉に攻撃した。7月30日、アフガニスタン軍207軍団の第一連隊長が戦死した。イスマーイール・ハーンなどの地元の軍閥は配下の民兵を動員すると共に、ガーニ大統領に援軍を要請した。7月30日、グザラ郡にあるヘラート空港が閉鎖された。7月31日、ターリバーンがマラン橋を占領した。同日、国連の事務所が攻撃され、警備員が死傷した。8月1日、周辺の州から集結した数百人のターリバーンがイスラム・カラとヘラート市の中間にあるGhorian郡を攻撃した。ターリバーンは自爆自動車で攻撃しようとしたが、目標に突入する前にアフガニスタン軍が破壊して、ターリバーンの攻勢を押し戻した。同日、ターリバーンはグザラ郡やヘラート市の東北にあるKarokh郡、ヘラート市の西にある近郊の複数の村を大規模に攻撃した。マラン橋周辺でも一進一退の攻防が続いている。同日、数百人のアフガニスタン軍特殊部隊が援軍として到着した。8月3日、戦闘は市の中心部から２キロメートル南の地点で行われていた。市内では数十人の若者が「アラーアクバル」のスローガンを唱えて政府支持のデモを行った。この運動は他の州にも広がっていると言う。8月4日、 Ghaibatan村とHawad村などヘラート市のすぐ西にある村でアフガニスタン軍がターリバーンを攻撃しているが、ターリバーンは民家に隠れて抵抗している。イスマーイール・ハーンはこれはパキスタンとの戦争であると主張し、住民に戦闘参加を呼びかけた。8月5日、ターリバーンはヘラート市の第2・第3・第10・第11地区に攻撃をしかけた。政府軍は市内に侵入しようとするターリバーンを空爆により殺害している。8月12日、ターリバーンはヘラートを包囲して攻撃したが、政府軍や民兵は空軍の支援を受けて撃退した。同日、ターリバーンは政府軍の防衛線を突破して市内に突入し、州の行政府やモスクを占領した。8月13日、ヘラート市で抵抗していた州知事・州警察や情報局の長官・第207軍団の司令官・イスマイール・ハーン・内務副大臣はターリバーンに降伏した。